# 日本回聲
《日本回聲》（英文：Japan Echo）是雜誌社Japan Echo於 1974 年至 2010 年間發行、由日本外務省支持的雜誌期刊。雜誌主要關注日本相關議題，內容多為翻譯日本的新聞雜誌，旨在「令外國人理解日本人對當今議題的看法」。《日本回聲》為獨立出版雜誌，但自雜誌創辦以來，外務省一直提供大部分的營運資金 。
2010年，日本政府削減了預算，《日本回聲》也因此轉型為純網路新聞《Japan Echo Web》，並由外務省持續支持。兩年後，外務省關閉該網站、並以《Japan Foreign Policy Forum》取而代之。

## 起源與内容
《日本回聲》創始人為日本外務省海外宣傳课员工長谷川和年（Kazutoshi Hasegawa）：他發現外國媒體刊載的日本新聞，經常出現誤解與假訊息，並對此深感不安。在1974年6月，時事通信社记者持田武（Takeshi Mochida）创立Japan Echo公司後，長谷川聘請東京都立大學的社会科学家關嘉彥擔任《日本回聲》的首任總編。
《日本回聲》的内容大都譯自日語文章，但有时會做刪減。雜誌编辑們每期會在日本主要雜誌中，挑選對日本或國際議題具重要意義的文章。例如1974年11月的第一期，就收录並歸類来自《中央公論》 、 《诸君！》、 《自由》 、 《週刊現代》 、《文藝春秋》、《正论》等杂志的文章，主題則涵蓋當時的1970年代能源危機、索尔仁尼琴事件、日本与东南亚关系（当时首相田中角荣的国事访问碰上大规模抗议）、小野田中尉事件等。《日本回聲》的编辑们表示希望能「忠实反映各种來自日本，知情且负责的觀點」，不過該雜誌的多數編輯，在政治上大都被認定屬中間偏右。
《日本回聲》起初以季刊發行，但1997年起改为双月刊。另外，也發行了法语版（1979 年至 2009 年）和西班牙语版（1988 年至 2009 年）
岩男壽美子於1985年至2007年担任杂志的編輯委員會成员，并自1997年起担任總編輯，直至2007年退休。

## 资金和支持来源
创刊时，日本外务省向Japan Echo公司CEO持田武承诺不会干涉选稿。即便如此，《日本回聲》始终高度依赖政府支援。在雜誌出版期间，日本政府购买了約70%的印刷量，每年达5万份，并免费分发给日本大使馆、领事馆、大学、图书馆和研究人员。 《经济学人》評論外务省持續赞助《日本回聲》，是因为它呈现了「日本政府希望世界看到的形象」。
《日本回聲》也从包括私人订阅、向丰田汽车和日本航空批量销售、還有公司提供的翻译服务等其他来源获得收入。

## 評論
《图书馆杂志》（Magazines for Libraries）参考书将《日本回聲》描述为「特別有價值的优秀季刊，因为它用日本人的話語来介绍自己、而非外國『專家』的中介」 ，並指出雜誌「不会迴避争议话题」。 
加拿大总理皮埃尔·特鲁多也称赞《日本回聲》的品質與可读性。《日本時報》的专栏作家評論1987其的东京特别版为「相關主题中，有史以来最佳的文章之一」。而《讀賣新聞》则对其关于南京大屠殺争议的报道表示赞赏，认为其「注重事实，不落入情绪化的咆哮」。
休·科塔齐在內的許多學者稱讚過該雜誌。不過科塔齐本人也谴责了2006年，該杂志转载渡部昇一和麻生太郎的访谈：在访谈中，渡部否认南京大屠杀并主张日本例外论。 《环球邮报》也严厉批评1984年，杂志可能在淡化日本对二战的责任、认为「日本为了确保自己的生存，别无选择，只能与美国开战」的言論。
Roy Andrew Miller則在《日本的现代神话》（Japan's Modern Myth）著書中廣泛批评《日本回聲》，指责其身為「公关机构」的雜誌，卻宣扬国体论中不可信的日本獨特性。

## 纸本杂志终结
2009年，新当选的鳩山由紀夫政府，成立旨在削减政府预算的政府振兴部门，以應對漸增的財政赤字。该部門建议政府不要再购买與發送《日本回聲》等外语期刊。政府起初遵行，但隨後科塔齐在内的日本相關學者廣泛反对該建議。某種程度上，出於學者們的反對聲浪，外務省最终同意以網路媒體形式恢复《日本回聲》，並由出价最高的公司，每年出版一期。

## Japan Echo Web
2010年，日本外务省网站建立網路媒體《Japan Echo Web》，每兩個月以中英文发布。該年由Japan Echo公司標得首次經營權。不過Japan Echo公司一如往常般，能對杂志内容做出最终决定，「以避免成为政府宣传。」  《亚洲政治与政策》杂志称赞这個新網站避开宣传、提供「最新、最可靠的时事資訊」。
2011年，Japan Echo公司认为每年竞标《Japan Echo Web》出版商地位的經營模式「難以長久維續」，并終結與日本政府合作37年的关系。Japan Echo公司之後更名为 Nippon Communications Foundation、並建立自己的網站Nippon.com，中文名為「nippon.com日本網」，宣稱將秉承「JAPAN ECHO公司37年來編輯出版對外宣傳雜誌《JAPAN ECHO》的精神」。
The Japan Journal之後接管該網站。但在2012年11月26日，外务省宣佈终止《Japan Echo》，并以《Japan Foreign Policy Forum》取代。